# Velká Dobrá
Pour les articles homonymes, voir Dobrá.
Velká Dobrá (en allemand : Groß Dobray) est une commune du district de Kladno, dans la région de Bohême-Centrale, en Tchéquie. Sa population s'élevait à 1 794 habitants en 2020.

## Géographie
Velká Dobrá se trouve à 5 km au sud-ouest du centre de Kladno et à 27 km à l'ouest du centre de Prague.
La commune est limitée par Kladno au nord, par Pletený Újezd à l'est, par Braškov au sud, par Družec au sud-ouest, et par Doksy et Kamenné Žehrovice à l'ouest.

## Histoire
La première mention écrite du village date de 1328.

### Personnalité
- Václav Nosek, homme politique communiste, ministre de l’Intérieur de 1945 à 1953, y est né en 1892